# سیگورد واتنه
سیگورد واتنه (نروژی: Sigurd Wathne; ۱۲ فوریهٔ ۱۸۹۸ – ۲۶ مارس ۱۹۴۲) بازیکن فوتبال اهل نروژ بود.
از باشگاه‌هایی که در آن بازی کرده‌است می‌توان به باشگاه فوتبال بران اشاره کرد.
وی همچنین در تیم ملی فوتبال نروژ بازی کرده‌است.